# Ribeira de Santiago
Ribeira de Santiago é uma aldeia da freguesia de Santa Ovaia, concelho de Oliveira do Hospital e situa-se no inicio da estrada N.230 Vendas de Galizes-Covilhã. Tem 18 habitações e cerca de 60 habitantes.
O seu nome tem origem numa pequenina ribeira que nasce na aldeia, na qual corre água habitualmente até ao mês de Julho (época do Santo Tiago).
É uma aldeia de fundação recente.